# Cerrito (Entre Ríos)
Cerrito é um município da província de Entre Ríos, na Argentina.